# Arrozales
Arrozales ist eine Ortschaft im Departamento Tarija im südamerikanischen Andenstaat Bolivien.

## Lage im Nahraum
Arrozales ist zentraler Ort des Kanton Arrozales im Municipio Bermejo im südöstlichen Teil der Provinz Aniceto Arce. Die Ortschaft liegt im Mündungsbereich des Río Nueve auf einer Höhe von 382 m am rechten Ufer des Río Grande de Tarija, der hier die Grenze zum Nachbarland Argentinien bildet.

## Geographie
Arrozales liegt am Südostrand der bolivianischen Anden-Kette im Übergang zum Gran Chaco, der sich über Nordwest-Paraguay, Nordost-Argentinien und Südost-Bolivien erstreckt. Das Klima ist subtropisch mit heißem feuchten Sommer und mäßig warmem und trockenen Winter.
Die Jahresdurchschnittstemperatur liegt bei 21 °C, die durchschnittlichen Monatswerte schwanken zwischen 14 °C im Juni und Juli und 26 °C im Dezember und Januar (siehe Klimadiagramm Bermejo). Der Jahresniederschlag beträgt etwa 950 mm, bei einer sechsmonatigen Trockenzeit von Mai bis Oktober und einer Feuchtezeit von Dezember bis März mit mehr als 150 mm monatlichem Niederschlag.

## Verkehrsnetz
Arrozales liegt in einer Entfernung von 228 Straßenkilometern südöstlich von Tarija, der Hauptstadt des Departamentos.
Arrozales liegt an der Nationalstraße Ruta 33, die von der Stadt Bermejo im Süden nach Caraparí führt; von Caraparí aus führt dann die Ruta 29 weiter nach Campo Pajoso und trifft dort auf die Tiefland-Magistrale Ruta 9, die von Yacuiba im Süden über die Metropole Santa Cruz ganz nach Norden nach Guayaramerín im Beni-Tiefland an der brasilianischen Grenze führt.
Von Bermejo aus nach Nordwesten führt die asphaltierte Nationalstraße Ruta 1 über Padcaya und Valle de Concepción (früher: Uriondo) zur Hauptstadt Tarija. Die Ruta 1 durchquert von dort aus weiter in nördlicher Richtung den gesamten bolivianischen Altiplano und führt über die Großstädte Potosí, Oruro und El Alto nach Desaguadero an der peruanischen Grenze.
Nach Süden hin führt von Bermejo aus auf argentinischer Seite die Ruta Nacional 50 zu den nordargentinischen Städten Aguas Blancas und Pichanal.

## Bevölkerung
Die Einwohnerzahl von Arrozales ist in den vergangenen beiden Jahrzehnten drastisch zurückgegangen:
| Jahr | Einwohner | Quelle       |
| ---- | --------- | ------------ |
| 1992 | 369       | Volkszählung |
| 2001 | 758       | Volkszählung |
| 2013 | 154       | Volkszählung |
| 2024 |           | Volkszählung |